# Alix Dobkin
Alix Dobkin (ur. 16 sierpnia 1940 w Nowym Jorku, zm. 19 maja 2021 w Woodstock) – amerykańska piosenkarka i kompozytorka folkowa, jedna z pierwszych przedstawicielek kultury lesbijskiej w przemyśle muzycznym, feministka.

## Życiorys
Urodziła się w Nowym Jorku, dorastała w Filadelfii i Kansas City. W 1958 ukończyła Germantown High School, a w 1962 Tyler School of Art. W tym samym roku rozpoczęła występy w kawiarniach Greenwich Village. W 1965 poślubiła Sama Hooda, kierownika słynnej The Gaslight Cafe, następnie wraz z mężem przeprowadziła się do Miami, gdzie wspólnie prowadzili lokal The Gaslight South Cafe. W 1968 powróciła do Nowego Jorku. Dwa lata później urodziła córkę Adrian, a jej małżeństwo zaczęło się rozpadać. W 1972 Dobkin zakochała się w pisarce Lizie Cowan i jako pierwsza w przemyśle muzycznym ujawniła się jako lesbijka.
W 1973 przy udziale Kay Gardner ukazał się jej debiutancki album Lavender Jane Loves Women, pierwszy nagrany przez lesbijki dla lesbijek, zawierający m.in. utwór View From Gay Head, spopularyzowany w latach 80. w programach Howarda Sterna i Davida Lettermana.
W latach 80. oprócz koncertowania podróżowała po Stanach Zjednoczonych z wykładem Women Hating, Racism, and Violence in the Top 40 i m.in. wspierała organizacyjnie Michigan Womyn's Music Festival. W latach 1990–92 zasiadała w zarządzie Association of Women’s Music and Culture. Od 2000 mieszkała w Woodstock. Od 2006 zasiadała w komitecie zarządzającym OLOC (Old Lesbians Organizing for Change). W październiku 2009 ukazała się jej książka My Red Blood: A Memoir of Growing Up Communist, Coming Onto the Greenwich Village Folk Scene, and Coming Out in the Feminist Movement, opublikowana przez Alyson Books.

## Dyskografia
- Lavender Jane Loves Women (1973)
- Living with Lesbians (1975)
- Xx Alix (1980)
- These Women (1986)
- Yahoo Australia! Live from Sydney (1990)
- Love & Politics (1992)
- Living with Lavender Jane (1998, reedycja dwóch pierwszych płyt)